# Nikki Sixx
Nikki Sixx (nascido Frank Carlton Serafino Feranna Jr.;11 de dezembro de 1958, em San Jose, Califórnia) é baixista e principal compositor das bandas Mötley Crüe e Sixx:A.M.. Já participou também das bandas London, 58 e Brides of Destruction.

## Biografia
Após uma infância conturbada, mudou-se aos 17 anos para Los Angeles por conta própria. Em 1981, fundou o Mötley Crüe com o baterista Tommy Lee. Após colocarem um anúncio no jornal, encontraram o guitarrista Mick Mars, e Tommy indicou um vocalista loiro, que chamava a atenção das garotas, e com quem ele tinha estudado, esse era Vince Neil que cantava em uma banda cover. assim estava formada a banda, tendo Nikki como seu principal compositor.[carece de fontes?]
Quanto mais a banda fazia sucesso, mais e mais Nikki fazia uso de drogas. Em um de seus dias de excesso, viu a morte de perto. Por alguns minutos, em dezembro de 1987, foi declarado morto por  conta de uma overdose, mas após duas injeções de adrenalina no coração foi "ressuscitado". Sixx diz que esse episódio serviu de inspiração para a música "Kickstart My Heart", incluída no álbum seguinte e mais bem-sucedido da banda, Dr. Feelgood. Essa quase fatalidade deu começo a sua luta contra as drogas, influenciando também seus colegas de banda, fazendo com que se internassem em uma clínica de reabilitação.
Em 2007, Nikki Sixx lançou seu livro "The Heroin Diaries: A Year in the Life of a Shattered Rock Star" (Heroína e Rock n' Roll), uma autobiografia baseada em seu dia a dia de experiência e luta contra as drogas. Para a divulgação foi também gravado um disco homônimo com sua nova banda, o Sixx:A.M., com a participação especial do guitarrista DJ Ashba, ex-guitarrista do Guns N' Roses, e de James Michael, vice finalista do programa America's Got Talent.
No ano de 2008, o Mötley Crüe lançou um disco novo com músicas inéditas, intitulado Saints Of Los Angeles. Esse foi o primeiro disco de de canções inéditas desde "New Tattoo", de 2000. Para a tour de lançamento desse álbum, foi preparada a "Crüe Fest Tour", festival que passou por cidades dos E.U.A. e do Canadá e, além do Mötley Crüe, contou com as bandas Papa Roach, Buckcherry, Trapt e Sixx:A.M.

## Vida pessoal
No início dos anos 1980, Sixx namorou a guitarrista Lita Ford. Eles viveram juntos por um curto período de tempo.
De dezembro de 1986 a setembro de 1987, Sixx namorou a cantora, atriz e modelo Vanity. Foi um relacionamento conturbado, que é narrado no livro de Sixx, The Heroin Diaries. Durante este tempo, Vanity dizia à imprensa que eles estavam envolvidos, enquanto Sixx sempre negava.
De maio de 1989 a novembro de 1996, Sixx foi casado com a Playmate da Playboy Brandi Brandt. Eles tiveram três filhos: Gunner Sixx Nicholas (25 de janeiro de 1991), Storm Brieann Sixx (14 de abril de 1994) e Decker Nilsson Sixx (23 de maio de 1995).
Um mês após o divórcio de Brandt, Sixx se casou com outra Playmate, a atriz Donna D'Errico. Sixx e D'Errico tiveram uma filha, Frankie-Jean (nascida em 02 de janeiro de 2001). D'Errico já tinha um filho, Rhyan, de um relacionamento anterior. Eles se separaram logo após o nascimento de Frankie e se reconciliaram meses depois, quando Sixx concluiu a reabilitação. Separaram-se novamente em 27 de abril de 2006 e se divorciaram em junho de 2007, pela alegação de "diferenças irreconciliáveis" de D'Errico.
Nikki Sixx namorou a tatuadora Kat Von D entre 2008 e 2010. Sixx foi destaque em um episódio do reality show estrelado por Kat, o LA Ink, em 2008, em que ela lhe deu de presente uma tatuagem de Mick Mars, guitarrista do Mötley Crüe. Em 25 de agosto de 2010, o baixista emitiu um comunicado, dizendo que sua relação havia terminado. Todavia, foram publicadas notícias sobre a volta do casal em 19 de outubro de 2010. Em 27 de outubro de 2010, Kat von D confirmou uma relação com Jesse James, proprietário do West Coast Choppers, o que refutava as notícias de sua possível reconciliação com Sixx.
Em 04 de novembro de 2010, Nikki foi flagrado no lançamento de Call of Duty: Black Ops, em Santa Mônica, na Califórnia, com a modelo Courtney Bingham. Em 15 de março de 2014, após estimados três anos de namoro, Sixx e Bingham se casaram. Apesar de Sixx ter tido uma vasectomia após o divórcio com D'Errico, sentiu falta da paternidade e usando uma técnica de extração de esperma mais inseminação artificial teve uma filha com Bingham, Ruby Sixx, em 2019.

## Discografia
| Título                          | Lançamento | Rótulo                  | Banda                 |
| ------------------------------- | ---------- | ----------------------- | --------------------- |
| Too Fast for Love               | 1981       | Elektra Records         | Mötley Crüe           |
| Shout at the Devil              | 1983       | Elektra Records         | Mötley Crüe           |
| Theatre of Pain                 | 1985       | Elektra Records         | Mötley Crüe           |
| Girls, Girls, Girls             | 1987       | Elektra Records         | Mötley Crüe           |
| Dr. Feelgood                    | 1989       | Elektra Records         | Mötley Crüe           |
| Mötley Crüe                     | 1994       | Elektra Records         | Mötley Crüe           |
| Generation Swine                | 1997       | Elektra Records         | Mötley Crüe           |
| Diet for a New America          | 2000       | Americoma/Beyond        | 58                    |
| New Tattoo                      | 2000       | Mötley Records          | Mötley Crüe           |
| Here Come the Brides            | 2004       | Sanctuary Records Group | Brides of Destruction |
| The Heroin Diaries Soundtrack   | 2007       | Eleven Seven            | Sixx:A.M.             |
| Saints of Los Angeles           | 2008       | Eleven Seven            | Mötley Crüe           |
| This Is Gonna Hurt              | 2011       | Eleven Seven            | Sixx:A.M.             |
| 7                               | 2011       | Eleven Seven            | Sixx:A.M.             |
| Modern Vintage                  | 2014       | Eleven Seven            | Sixx:A.M.             |
| Prayers for the Damned, Vol. 1  | 2016       | Eleven Seven            | Sixx:A.M.             |
| Prayers for the Blessed, Vol. 2 | 2016       | Eleven Seven            | Sixx:A.M.             |

### Créditos de produção e composição
| Ano  | Título do álbum                           | Banda                 | Gravadora                 | Créditos                                                                           |
| ---- | ----------------------------------------- | --------------------- | ------------------------- | ---------------------------------------------------------------------------------- |
| 1988 | Lita                                      | Lita Ford             | RCA                       | Co-escritor "Falling in and Out of Love"                                           |
| 1989 | Fire and Gasoline                         | Steve Jones           | MCA                       | Co-escritor "We're No Saints...."                                                  |
| 1990 | Hey Stoopid                               | Alice Cooper          | Epic                      | Co-escritor "Die for You"                                                          |
| 2002 | Back into Your System                     | Saliva                | Island                    | Co-escritor "Rest in Pieces"                                                       |
| 2003 | Couldn't Have Said It Better              | Meat Loaf             | Polydor/Sanctuary         | Co-escritor "Couldn't Have Said It Better", "Love You Out Loud" and "Man of Steel" |
| 2004 | ForThemAsses                              | OPM                   | Suburban Noize            | Co-escritor "Horny"                                                                |
| 2005 | Here I Am                                 | Marion Raven          | Atlantic                  | Co-escritor "Heads Will Roll" and "Surfing the Sun"                                |
| 2005 | Runaway Brides                            | Brides of Destruction | Shrapnel                  | Co-escritor "Criminal", "This Time Around" and "Blown Away"                        |
| 2006 | Bat Out of Hell III: The Monster Is Loose | Meat Loaf             | Virgin/Mercury            | Co-escritor "The Monster Is Loose"                                                 |
| 2007 | Set Me Free                               | Marion Raven          | Eleven Seven/Warner Bros. | Co-escritor "Set Me Free" and "Heads Will Roll"                                    |
| 2007 | Full Circle                               | Drowning Pool         | Eleven Seven              | Co-escritor e produtor on "Reason I'm Alive"                                       |
| 2008 | Sunset Man                                | James Otto            | Warner Bros.              | Co-escritor "Ain't Gonna Stop"                                                     |
| 2009 | Whatever Gets You Off                     | The Last Vegas        | Eleven Seven              | Co-escritor e produtor on "I'm Bad", "Apologize" and "Cherry Red"                  |
| 2010 | Tattoos & Tequila                         | Vince Neil            | Eleven Seven              | Co-escritor "Another Bad Day"                                                      |

1. ↑  Hume, Ashley (24 de junho de 2023). «Mötley Crüe's Nikki Sixx on daughter Ruby, 3, joining the band's world tour: 'Get to be a dad and a rock star'». Fox News. Consultado em 11 de maio de 2024. Cópia arquivada em 25 de dezembro de 2023
2. ↑  Briese, Nicole (16 de abril de 2024). «Nikki Sixx's 5 Kids: All About His Daughters and Sons». People. Consultado em 11 de maio de 2024. Cópia arquivada em 11 de maio de 2024
3. ↑  Silverman, Stephen M. (2 de maio de 2006). «Donna D'Errico Divorces Nikki Sixx». People. Consultado em 11 de março de 2009
4. ↑  «Actress files for divorce from Motley Crue bassist». Deseret News (Salt Lake City). 4 de maio de 2006. Consultado em 11 de março de 2009
5. ↑  «Nikki Sixx Wishes Former Girlfriend Kat Von D 'Nothing But The Very Best'». Blabbermouth.net. 22 de agosto de 2010. Arquivado do original em 25 de agosto de 2010
6. ↑  «Kat Von D's life, relationship and work, is heavily in the ink». USA Today. 27 de outubro de 2010
7. ↑  Nikki Sixx Marries Courtney Bingham
8. ↑  «Nikki Sixx talks about having a baby at 60, post-vasectomy: 'I missed being a dad'». USA Today